# Thun-Saint-Martin
Pour les articles homonymes, voir Thun (homonymie).
Thun-Saint-Martin est une commune française située dans le département du Nord, en région Hauts-de-France.

## Géographie

### Localisation
Thun-Saint-Martin est un village du Cambrésis situé à 7 km au nord-est de Cambrai, 22 km au sud-est de Douai, 30 km au nord de la frontière franco-belge, 21 km au nord-ouest de Valenciennes et 52 km de Mons et 15 km à l'ouest de Solesmes

### Communes limitrophes
Les communes limitrophes sont  Escaudœuvres, Iwuy, Naves et Thun-l'Évêque.
| Thun-l'Évêque |                   | Iwuy  |
|               | Thun-Saint-Martin |       |
| Escaudœuvres  |                   | Naves |

### Hydrographie

#### Réseau hydrographique
La commune est située dans le bassin Artois-Picardie. Elle est drainée par l'Erclin, l'Escaut canalisée, la Rasse, la Navy, les Sources d'Iwuy, divers bras de décharge Rd Ecl 5 Iwuy de la Vanne du divers bras de décharge au Conf de l'Escaut canalisée, divers bras de décharge Rd Ecl 5 Iwuy du Conf de l'Escaut canalisé à la Vanne, le Croix Saint-Hubert et divers autres petits cours d'eau,.
L'Erclin, d'une longueur de 34 km, prend sa source dans la commune de Maurois et se jette  dans l'Escaut canalisée sur la commune, après avoir traversé 16 communes.
L'Escaut est un fleuve européen de 355 km de long, qui traverse trois pays (France, Belgique et Pays-Bas), avant de se jeter en mer du Nord. La partie canalisée en France relie Cambrai à , après avoir traversé 34 communes.

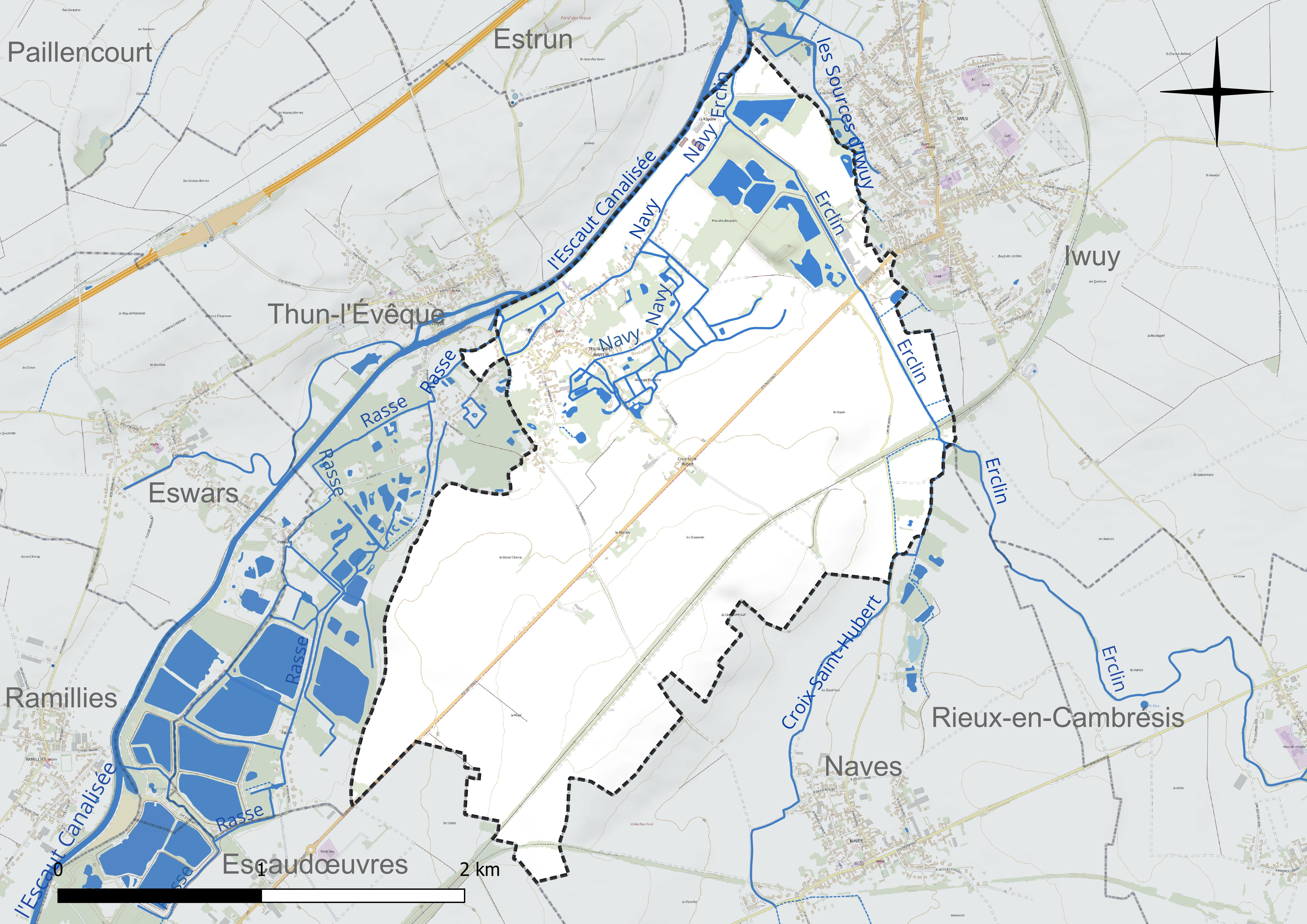
Réseau hydrographique de Thun-Saint-Martin.

#### Gestion et qualité des eaux
Le territoire communal est couvert par le schéma d'aménagement et de gestion des eaux (SAGE) « Escaut ». Ce document de planification concerne un territoire de 2 005 km2 de superficie, délimité par le bassin versant de l'Escaut. Le périmètre a été arrêté le 9 juin 2006 et le SAGE proprement dit a été approuvé le 13 juillet 2021. La structure porteuse de l'élaboration et de la mise en œuvre est le syndicat mixte Escaut et Affluents (SyMEA).
La qualité des cours d'eau peut être consultée sur un site dédié géré par les agences de l'eau et l'Agence française pour la biodiversité.

### Climat
Pour des articles plus généraux, voir Climat des Hauts-de-France et Climat du Nord.
En 2010, le climat de la commune est de type climat océanique dégradé des plaines du Centre et du Nord, selon une étude du CNRS s'appuyant sur une série de données couvrant la période 1971-2000. En 2020, Météo-France publie une typologie des climats de la France métropolitaine dans laquelle la commune est exposée à un climat océanique et est dans la région climatique Nord-est du bassin Parisien, caractérisée par un ensoleillement médiocre, une pluviométrie moyenne régulièrement répartie au cours de l'année et un hiver froid (3 °C).
Pour la période 1971-2000, la température annuelle moyenne est de 10,6 °C, avec une amplitude thermique annuelle de 15,1 °C. Le cumul annuel moyen de précipitations est de 685 mm, avec 11,9 jours de précipitations en janvier et 9,3 jours en juillet. Pour la période 1991-2020, la température moyenne annuelle observée sur la station météorologique la plus proche, située sur la commune de Douai à 22 km à vol d'oiseau, est de 11,0 °C et le cumul annuel moyen de précipitations est de 729,2 mm,. Pour l'avenir, les paramètres climatiques de la commune estimés pour 2050 selon différents scénarios d'émission de gaz à effet de serre sont consultables sur un site dédié publié par Météo-France en novembre 2022.

## Urbanisme

### Typologie
Au 1er janvier 2024, Thun-Saint-Martin est catégorisée bourg rural, selon la nouvelle grille communale de densité à sept niveaux définie par l'Insee en 2022.
Elle est située hors unité urbaine. Par ailleurs la commune fait partie de l'aire d'attraction de Cambrai, dont elle est une commune de la couronne,. Cette aire, qui regroupe 64 communes, est catégorisée dans les aires de 50 000 à moins de 200 000 habitants,.

### Occupation des sols

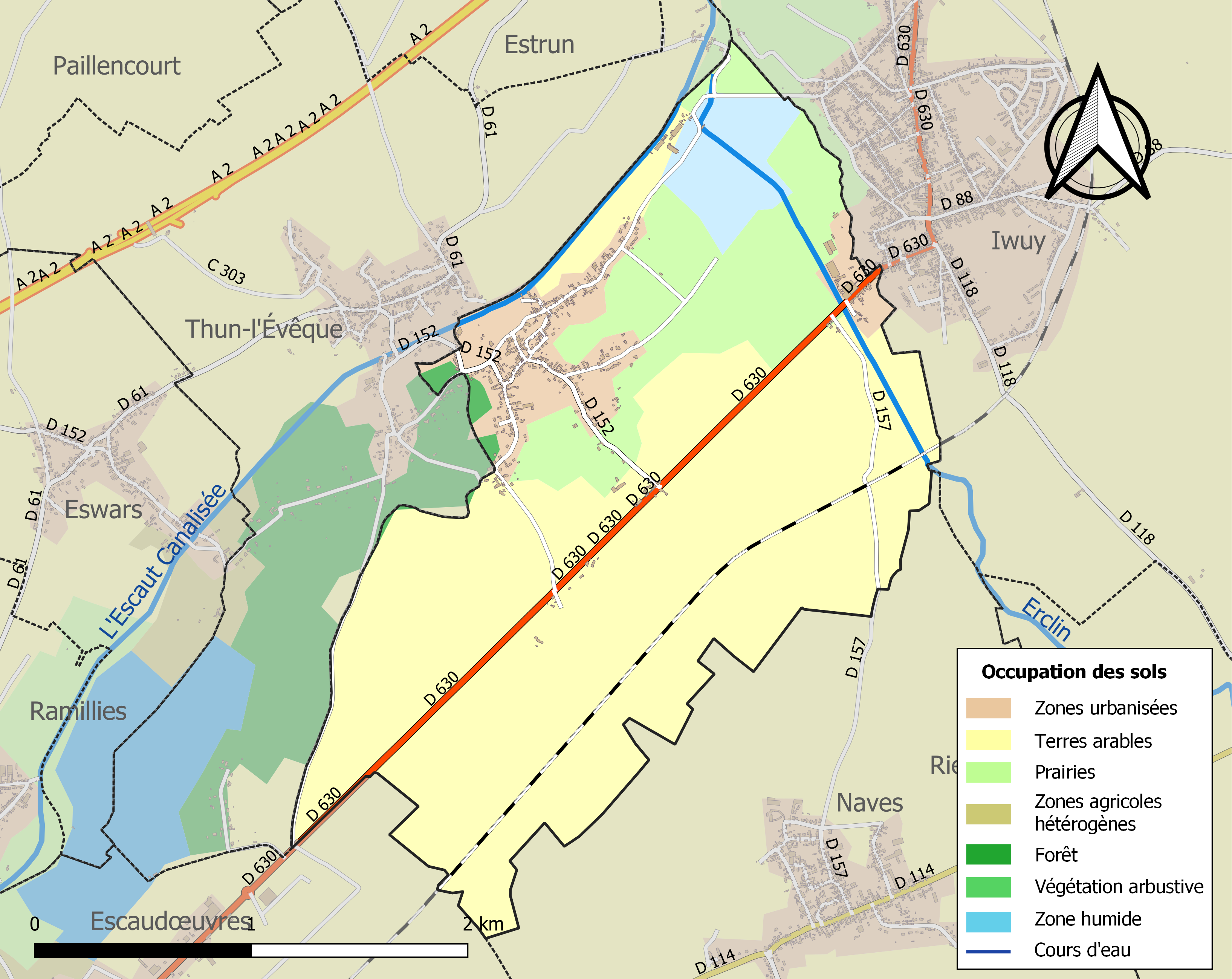
Carte des infrastructures et de l'occupation des sols de la commune en 2018 (CLC).

L'occupation des sols de la commune, telle qu'elle ressort de la base de données européenne d'occupation biophysique des sols Corine Land Cover (CLC), est marquée par l'importance des territoires agricoles (85,5 % en 2018), en diminution par rapport à 1990 (86,6 %). La répartition détaillée en 2018 est la suivante :
terres arables (69,2 %), prairies (16,3 %), zones urbanisées (9,1 %), zones humides intérieures (4,7 %), forêts (0,7 %). L'évolution de l'occupation des sols de la commune et de ses infrastructures peut être observée sur les différentes représentations cartographiques du territoire : la carte de Cassini (XVIIIe siècle), la carte d'état-major (1820-1866) et les cartes ou photos aériennes de l'IGN pour la période actuelle (1950 à aujourd'hui).

### Habitat et logement
En 2020, le nombre total de logements dans la commune était de 240, alors qu'il était de 223 en 2015 et de 217 en 2010.
Parmi ces logements, 87,8 % étaient des résidences principales, 4,4 % des résidences secondaires et 7,8 % des logements vacants. Ces logements étaient pour 99,1 % d'entre eux des maisons individuelles et pour 0,9 % des appartements.
Le tableau ci-dessous présente la typologie des logements à Thun-Saint-Martin en 2020 en comparaison avec celle du Nord et de la France entière. Une caractéristique marquante du parc de logements est ainsi une proportion de résidences secondaires et logements occasionnels (4,4 %) supérieure à celle du département (1,7 %) mais inférieure à celle de la France entière (9,7 %). Concernant le statut d'occupation de ces logements, 84,1 % des habitants de la commune sont propriétaires de leur logement (85,2 % en 2015), contre 54,5 % pour le Nord et 57,5 pour la France entière.
| Typologie                                               | Thun-Saint-Martin | Nord | France entière |
| ------------------------------------------------------- | ----------------- | ---- | -------------- |
| Résidences principales (en %)                           | 87,8              | 90,7 | 82,1           |
| Résidences secondaires et logements occasionnels (en %) | 4,4               | 1,7  | 9,7            |
| Logements vacants (en %)                                | 7,8               | 7,7  | 8,2            |

### Voies de communication et transports
Thun-Saint-Martin est traversé par l'ancienne Route nationale 30 (actuelle RD 630) et est aisément accessible depuis l'autoroute A2
La commune est desservie par le réseau de transports urbains de la Communauté d'agglomération de Cambrai appelé TUC (Transports Urbains du Cambrésis), par la ligne 9,. La ligne S130 permet de rejoindre le collège de secteur à Iwuy.
Elle est traversée par la ligne de Busigny à Somain, mais la station de chemin de fer la plus proche est la gare d'Iwuy, une halte où s'arrentent des trains TER Hauts-de-France qui effectuent des missions entre les gares de Cambrai et de Valenciennes.

## Toponymie
Il est probable que le village était à l'origine une dépendance de Thun-l'Évêque, sur l'autre rive de l'Escaut, et qu'il en fut détaché. Son église est dédiée à saint Martin. Il est mentionné en 1232 comme Thuni Sancti Martini.
Mannier rapproche Thun de l'anglo-saxon tun (enclos, habitation fermée), tandis que Boniface voit dans les étymologies romanes, latines ou celtes une colline, un tertre, une forteresse. Le nom, qui s'appliquait au village plus ancien de Thun-l'Évêque, pourrait donc signifier un lieu fortifié, sur une hauteur,.
Durant la Révolution française, la commune porte le nom de Thun-les-Marais.

## Histoire

### Moyen Âge
En 878, le village fait partie du domaine de la collégiale Saint-Géry de Cambrai..
Thun-Saint-Martin est le siège d'une seigneurie.

### Temps modernes
Au XVIIe siècle, elle est détenue par Robert De Belleforière, chevalier, (mort en 1670), également seigneur de Maynile-le-Grand, Maynile-le-Petit, fils de Maximilien, chevalier, capitaine d'une compagnie de cavalerie, et de Louise de Bernemicourt. Il épouse à Tournai le 16 novembre 1635 Catherine Françoise de Tenremonde (1607-1670), née à Tournai le 29 octobre 1607, dame de Merchain, morte le 9 octobre 1670. Elle est fille de Jacques de Tenremonde (1561 ou 1562-1633), chevalier, seigneur de Bercus (sur Mouchin) et de Mouchin, homme d'armes de la compagnie du marquis d'Havré, et de Marguerite de Boubais. Robert et Catherine sont enterrés dans l'église de Thun avec leurs deux filles mortes jeunes. le couple a fait plusieurs donations dans l'église (deux messes par semaine, deux obits par an avec distribution d'argent à des pauvres,...).

### Époque contemporaine
En 1851 est construite la sucrerie.
Une importante pollution de l'Escault a lieu le 9 avril 2020 à la suite d'une rupture de la digue du bassin de décantation de la sucrerie Tereos,

## Politique et administration

### Rattachements administratifs et électoraux

#### Rattachements administratifs
La commune se trouve depuis 1926 dans l'arrondissement de Cambrai du département du Nord.
Elle faisait partie depuis 1801 du canton de Cambrai-Est. Dans le cadre du redécoupage cantonal de 2014 en France, cette circonscription administrative territoriale a disparu, et le canton n'est plus qu'une circonscription électorale.

#### Rattachements électoraux
Pour les élections départementales, la commune fait partie depuis 2014 du canton de Cambrai
Pour l'élection des députés, elle fait partie de la dix-huitième circonscription du Nord.

### Intercommunalité
Thun-Saint-Martin était membre de la petite communauté de communes de Sensescaut, un établissement public de coopération intercommunale (EPCI) à fiscalité propre créé fin 1993 et auquel la commune avait transféré un certain nombre de ses compétences, dans les conditions déterminées par le code général des collectivités territoriales.
Conformément aux prescriptions de la loi de réforme des collectivités territoriales du 16 décembre 2010, qui a prévu le renforcement et la simplification des intercommunalités et la constitution de structures intercommunales de grande taille, cette intercommunalité a fusionné le 1er janvier 2014 au sein de la communauté d'agglomération de Cambrai, dont est désormais membre la commune.

### Liste des maires
| Période                                  | Période                        | Identité            | Étiquette | Qualité                         |
| ---------------------------------------- | ------------------------------ | ------------------- | --------- | ------------------------------- |
| Les données manquantes sont à compléter. |                                |                     |           |                                 |
|                                          |                                |                     |           |                                 |
| avant 1802-1803                          |                                | Mart. Grenez        |           |                                 |
| avant 1881                               |                                | M. Miroux           |           |                                 |
|                                          |                                |                     |           |                                 |
| 1982                                     | juin 2023                      | Henri Després,      |           | Cadre retraité Mort en fonction |
| septembre 2023                           | En cours (au 30 novembre 2023) | Marie-Claude Urbain |           | Employée retraitée              |

### Jumelages
- Kincardine O'Neil (Royaume-Uni)[27]

## Population et société

### Démographie
Les habitants sont appelés les Martiniens.

#### Évolution démographique
L'évolution du nombre d'habitants est connue à travers les recensements de la population effectués dans la commune depuis 1793. Pour les communes de moins de 10 000 habitants, une enquête de recensement portant sur toute la population est réalisée tous les cinq ans, les populations de référence des années intermédiaires étant quant à elles estimées par interpolation ou extrapolation. Pour la commune, le premier recensement exhaustif entrant dans le cadre du nouveau dispositif a été réalisé en 2007.

En 2022, la commune comptait 542 habitants, en évolution de +4,03 % par rapport à 2016 (Nord : +0,51 %, France hors Mayotte : +2,11 %).
| 1793 | 1800 | 1806 | 1821 | 1831 | 1836 | 1841 | 1846 | 1851 |
| ---- | ---- | ---- | ---- | ---- | ---- | ---- | ---- | ---- |
| 505  | 603  | 741  | 814  | 817  | 882  | 865  | 919  | 870  |

| 1856 | 1861 | 1866 | 1872 | 1876 | 1881 | 1886 | 1891 | 1896 |
| ---- | ---- | ---- | ---- | ---- | ---- | ---- | ---- | ---- |
| 833  | 867  | 848  | 864  | 850  | 852  | 792  | 751  | 720  |

| 1901 | 1906 | 1911 | 1921 | 1926 | 1931 | 1936 | 1946 | 1954 |
| ---- | ---- | ---- | ---- | ---- | ---- | ---- | ---- | ---- |
| 701  | 648  | 607  | 464  | 457  | 445  | 422  | 430  | 455  |

| 1962 | 1968 | 1975 | 1982 | 1990 | 1999 | 2006 | 2007 | 2012 |
| ---- | ---- | ---- | ---- | ---- | ---- | ---- | ---- | ---- |
| 429  | 451  | 445  | 421  | 475  | 460  | 522  | 531  | 527  |

| 2017 | 2022 | - | - | - | - | - | - | - |
| ---- | ---- | - | - | - | - | - | - | - |
| 518  | 542  | - | - | - | - | - | - | - |

#### Pyramide des âges
La population de la commune est relativement jeune.
En 2018, le taux de personnes d'un âge inférieur à 30 ans s'élève à 33,5 %, soit en dessous de la moyenne départementale (39,5 %). À l'inverse, le taux de personnes d'âge supérieur à 60 ans est de 26,0 % la même année, alors qu'il est de 22,5 % au niveau départemental.
En 2018, la commune comptait 270 hommes pour 254 femmes, soit un taux de 51,53 % d'hommes, largement supérieur au taux départemental (48,23 %).
Les pyramides des âges de la commune et du département s'établissent comme suit.
| Hommes | Classe d’âge | Femmes |
| ------ | ------------ | ------ |
| 0,4    | 90 ou +      | 0,8    |
| 3,8    | 75-89 ans    | 6,8    |
| 19,6   | 60-74 ans    | 20,8   |
| 21,0   | 45-59 ans    | 18,4   |
| 21,0   | 30-44 ans    | 20,6   |
| 13,5   | 15-29 ans    | 13,5   |
| 20,8   | 0-14 ans     | 19,0   |

| Hommes | Classe d’âge | Femmes |
| ------ | ------------ | ------ |
| 0,5    | 90 ou +      | 1,4    |
| 5,3    | 75-89 ans    | 8,1    |
| 14,8   | 60-74 ans    | 16,2   |
| 19,1   | 45-59 ans    | 18,4   |
| 19,5   | 30-44 ans    | 18,7   |
| 20,7   | 15-29 ans    | 19,1   |
| 20,2   | 0-14 ans     | 18     |

### Cultes
- L'église Saint-Martin fait partie de la paroisse catholique du Bienheureux Carl-en-Cambrésis[42],[43].
- Sanctuaire de l'unité de Schoenstatt : Chapelle catholique érigée à l'endroit même où Joseph Engling, jeune séminariste et l'un des premiers disciples du mouvement, a été touché mortellement le 4 octobre 1918[44]. Celui-ci reposerait dans l'ossuaire allemand du cimetière militaire de la route de Solesmes à Cambrai. Tout au long de l'année, des pèlerins du monde entier viennent visiter ce sanctuaire marial[45].

## Culture locale et patrimoine

### Lieux et monuments
- Château seigneurial de la famille d'Herbais de Thun
- Église Saint-Martin (XVe siècle)

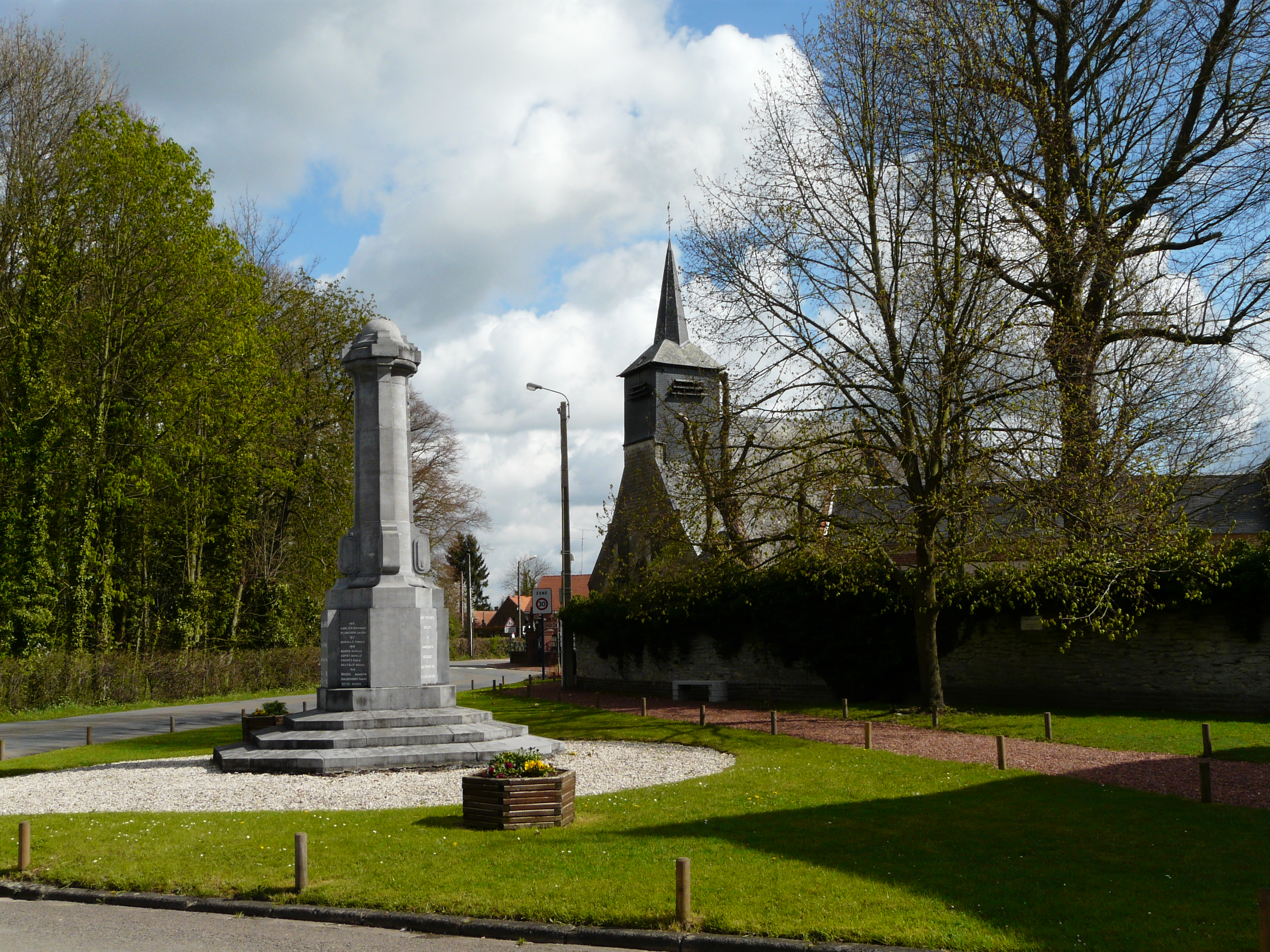
Le monument aux morts, l'église et l'arbre de la liberté
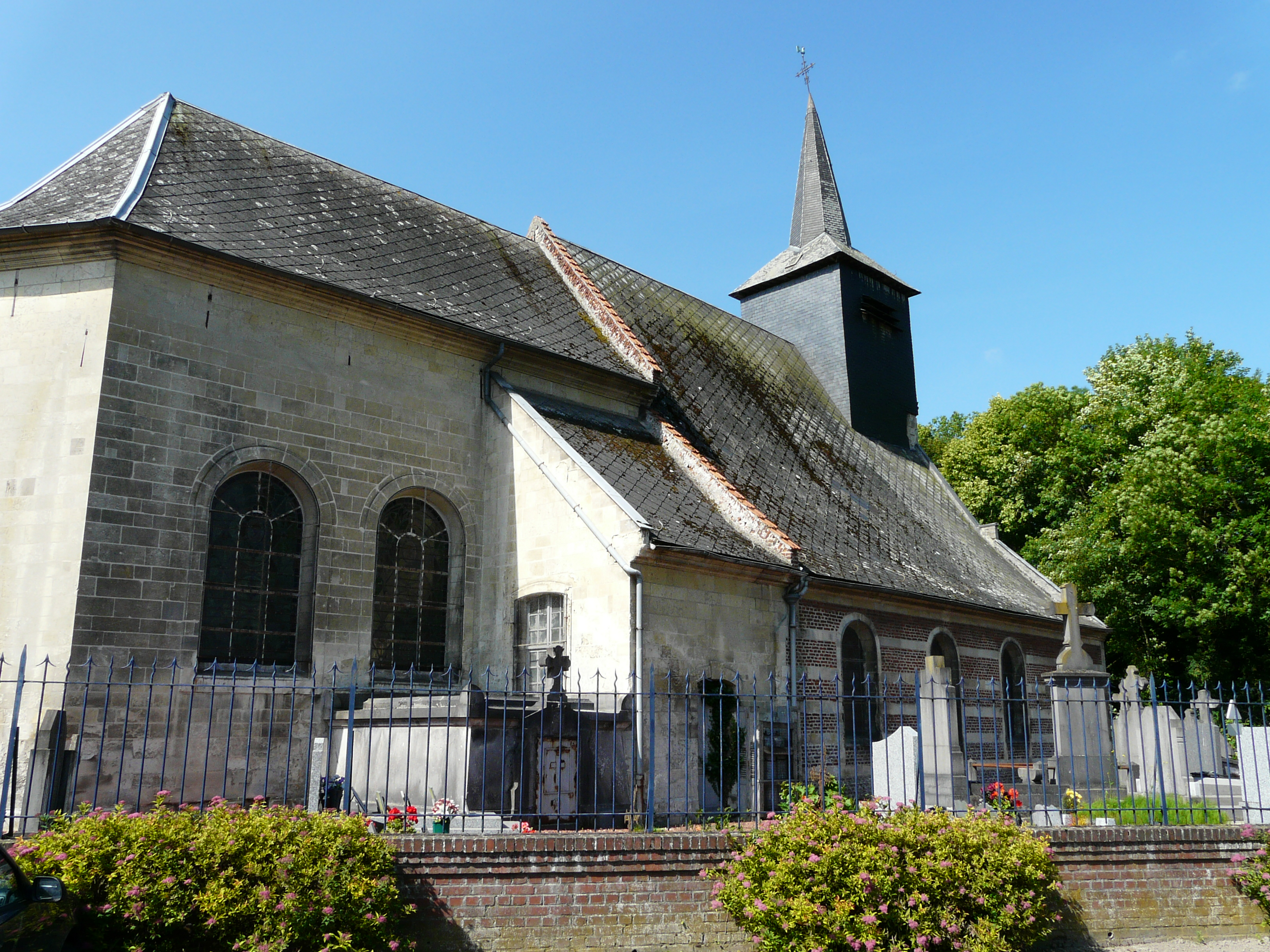
L'église.
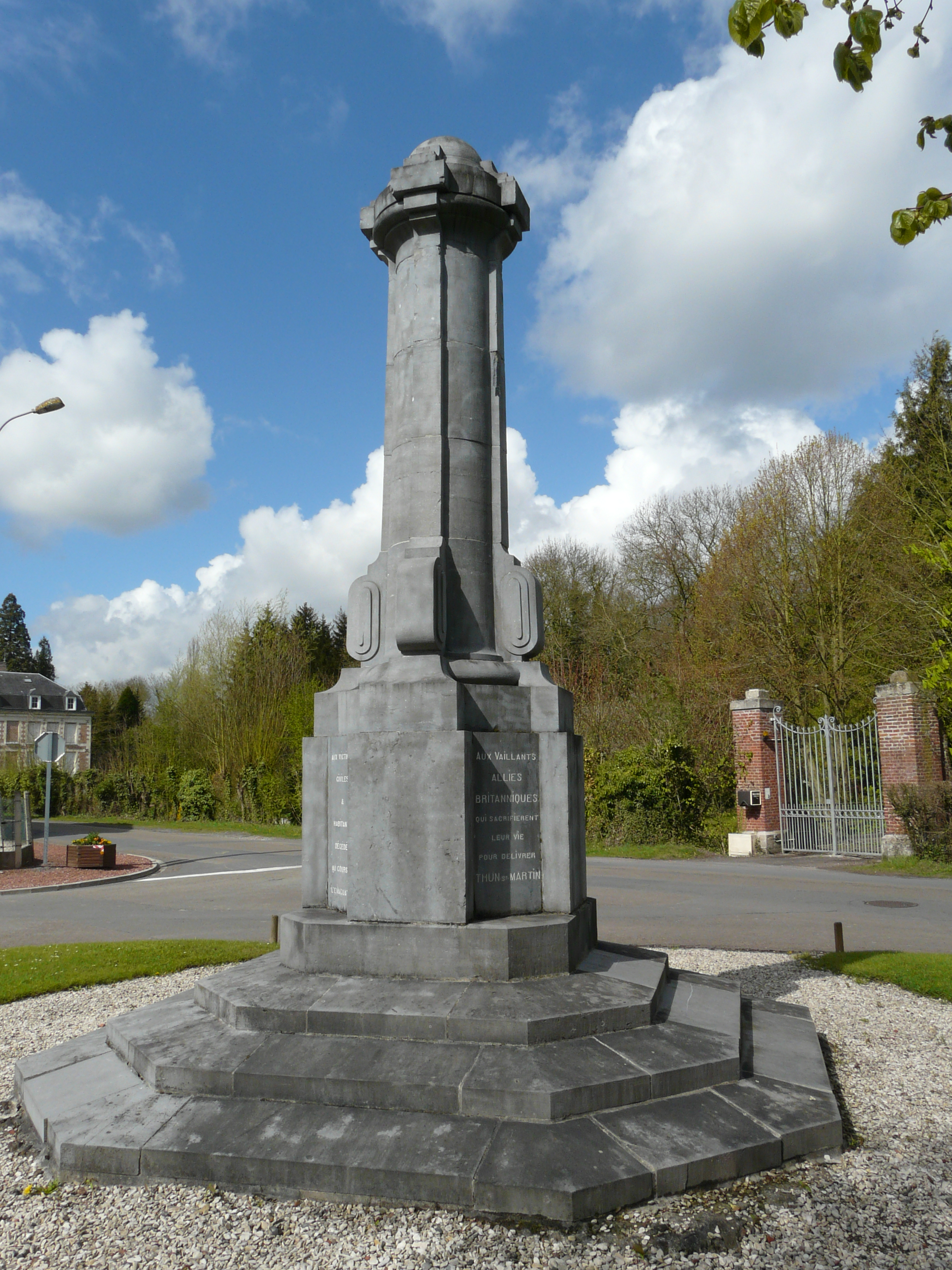
Le monument aux morts militaires et civils.

### Personnalités liées à la commune
- Joseph Engling (1898-1918), jeune séminariste, l'un des premiers disciples du Mouvement de Schoenstatt, tué à Thun-Saint-Martin sous l'uniforme allemand, cinq semaines avant l'Armistice du 11 novembre 1918[46].

### Héraldique
| Blason de Thun-Saint-Martin | Blason  | D'argent, au lion de gueules couronné d'or à l'antique et accompagné de six coquilles d'azur.                                                                        |
| Blason de Thun-Saint-Martin | Détails | Différences entre dessin et blasonnement : Selon le blasonnement, les coquilles devraient être ordonnées 3, 2 et 1. Le statut officiel du blason reste à déterminer. |

## Pour approfondir